# کاهو (سرده)
کاهو (نام علمی: Lactuca)، مترادف (نام علمی: Steptorhamphus) سرده‌ای از گیاهان گلدار از خانواده کاسنیان است. این سرده شامل حداقل ۵۰ گونه است که در سراسر دنیا بویژه در اوراسیای معتدل پخش شده‌اند.
کاهوی باغی بهترین و شناخته‌شده‌ترین نمایندهٔ آن است. کاهوی وحشی معمولاً به خویشاوند کاهوی باغی که به طور خودرو می‌روید اشاره می‌کند. بسیاری از گونه‌ها علف‌های هرز معمولی هستند. گونه‌های لاکتوکا متنوع هستند و طیف وسیعی از اشکال متفاوت را دربرمی‌گیرند. آن‌ها یک‌ساله، دوساله، پایا یا درختچه هستند.

## گونه‌ها
مفاهیم مختلفی در مورد گونه‌های کاهو وجود دارد. مشخص نیست که چند گونه متمایز شناخته شده‌است و تخمین‌ها تاکنون از ۵۰ تا ۷۵ متفاوت است.
- کاهو Lactuca sativa
- کاهوی برگ‌بلند Lactuca dolichophylla
- کاهوی برگ‌شکافته Lactuca dissecta
- کاهوی برگ‌علفی Lactuca graminifolia
- کاهوی تاتاریسا Lactuca tatarica
- کاهوی ترودوس Lactuca tetrantha
- کاهوی جنگلی Lactuca floridana
- کاهوی خاردار Lactuca serriola
- کاهوی سالینا Lactuca saligna
- کاهوی سیبری Lactuca sibirica
- کاهوی قبرسی Lactuca cyprica
- کاهوی کانادایی Lactuca canadensis
- کاهوی هندی Lactuca indica
- گاوچاق‌کن Lactuca orientalis
- لاکتوکا ویرسا Lactuca virosa

## نگارخانه

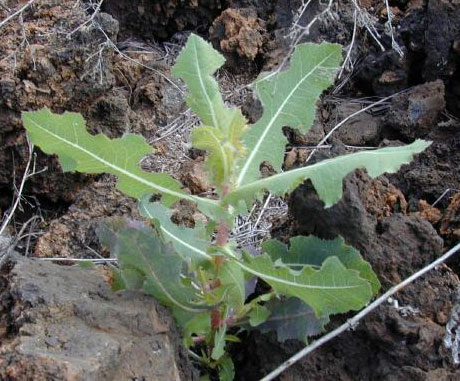
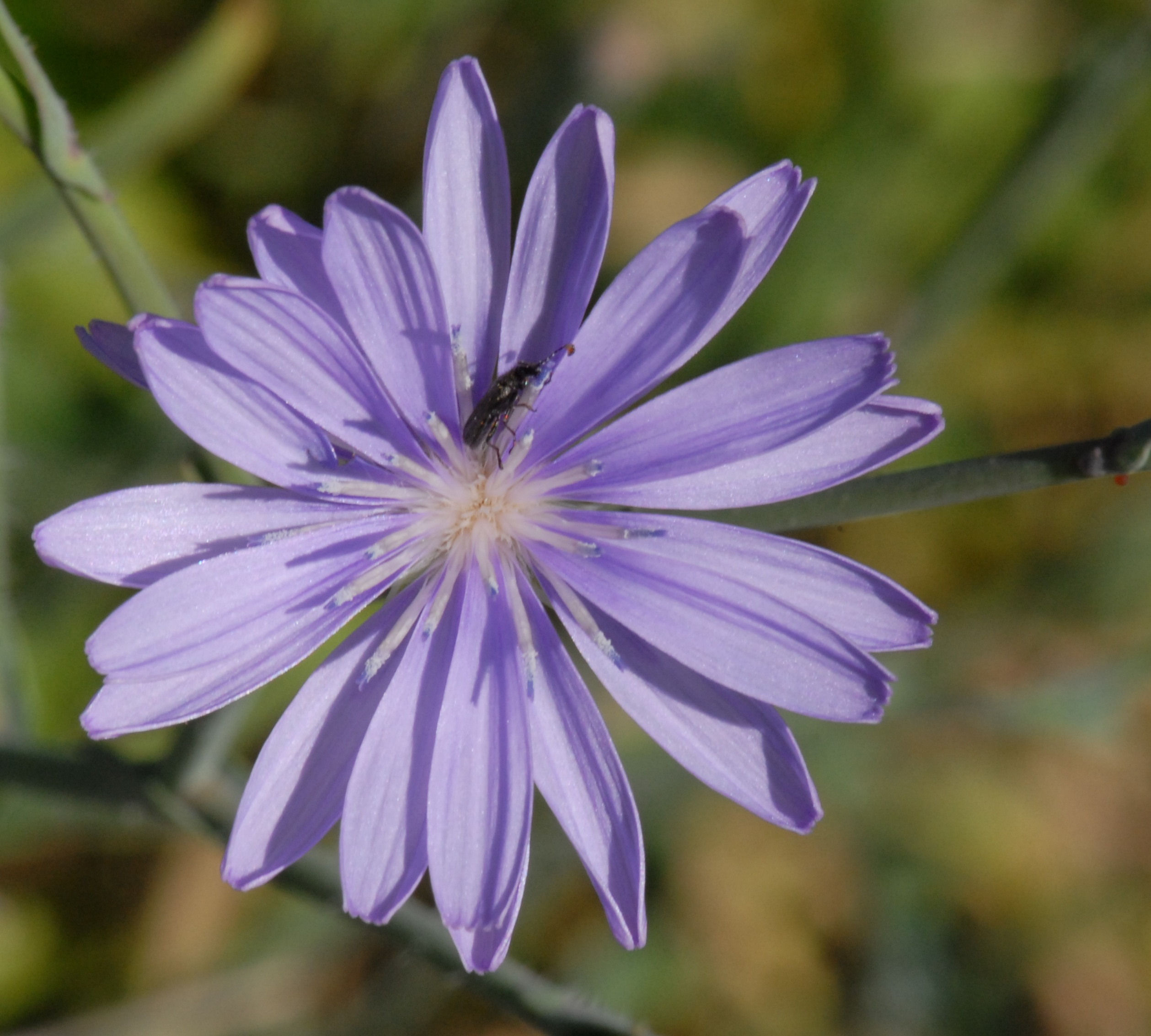
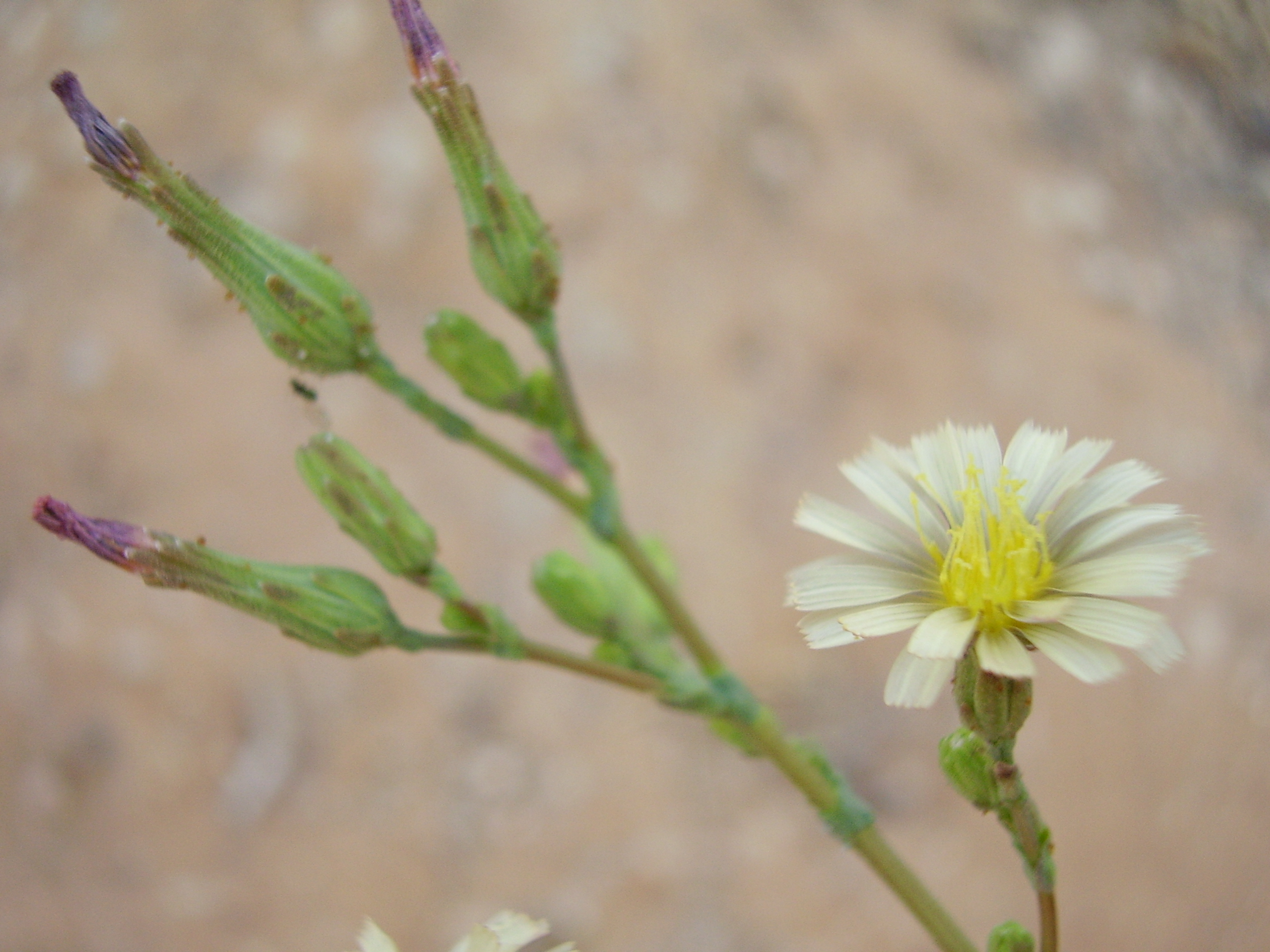
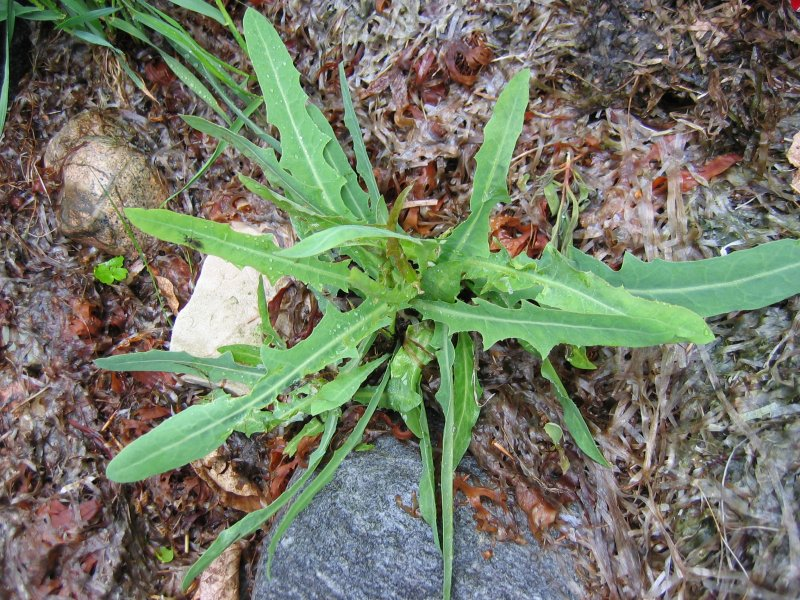